# Kobudo
Kobudo (jap.: 古武道; Tradicionalni ratnički put), japanska riječ za tradicionalne borilačke vještine. Uz termin Kobudo koristi se i termin Koryu Bujutsu (古流武術 stara škola / stil borilačke vještine) i oba termina se odnose na klasične japanske borilačke vještine koje su oblikovane prije japanskog razdoblja modernizacije tj. Meiji razdoblja (1868 - 1912). 

## Stari borilački stilovi i škole
Koryu (古流) uvijek označava borilačke vještine koje su nastale prije Meiji restauracije. Svi ti stari stilovi borbe razvijeni su u konstantnim bitkama, a pogotovo su ih onda usavršavali u Edo razdoblju (1603-1867). U svim tim borbenim situacijama kroz razna razdoblja, potezi su sakupljeni i oblikovani, i time napravljeni razni borbeni stilovi, Ryu-Ha ( 流派 ).

## Korištenje termina
U Japanu sam termin se odnosi na sve drevne borilačke vještine i stilove, ali kod neupućenih izvan Japana termin asocira samo na nekoliko borbenih vještina oružjem okinawljanskog porijekla. U zaključku, sve borilačke vještine nastale prije japanskog razdoblja modernizacije nazivaju se generalno Kobudo / Koryu Bujutsu.

## Kobudo, Gendai Budo i Budo - razlike u terminima
Budo (武道) je općenito termin za sve borilačke vještine, ali više je modernog kova i odnosi se većinom na moderne borilačke vještine. Danas sve borilačke vještine nastale nakon Meiji restauracije nazivamo točnije Gendai Budo (現代武道) ili moderne borilačke vještine sa sportskim karakterom, koje su danas znane kao Judo (柔道), Karatedo (唐手道), Kendo (剣道), itd.